# El Paso y Santa Cruz de La Palma
El Paso y Santa Cruz de La Palma este o arie protejată (arie specială de conservare — SAC, sit de importanță comunitară — SCI) din Spania întinsă pe o suprafață de 1.390,5 ha, integral pe uscat.

## Localizare
Centrul sitului El Paso y Santa Cruz de La Palma este situat la coordonatele 28°40′21″N 17°51′16″W / 28.6726°N 17.8544°V.

## Înființare
Situl El Paso y Santa Cruz de La Palma a fost declarat sit de importanță comunitară în octombrie 1999 pentru a proteja 1 specie de animale. Situl a fost protejat și ca arie specială de conservare în ianuarie 2010.

## Biodiversitate
Situată în ecoregiunea , aria protejată conține 4 habitate naturale: Pante stâncoase silicioase cu vegetație casmofită, Păduri de pin endemic canariene, Păduri macaroneziene de dafin (Laurus, Ocotea), Pajiști macaroneziene cu vegetație endemică.
La baza desemnării sitului se află o specie protejată de  mamifere: Plecotus teneriffae.